# Brenda Marshall
Brenda Marshall (Negros, Filipijnen, 29 september 1915 - Palm Springs (Californië), 30 juli 1992) (geboren: Ardis Ankerson) was een Amerikaans actrice.
Marshall had een korte filmcarrière. Haar eerste rol speelde ze in 1939. Haar grootste rol speelde ze in 1940 in The Sea Hawk naast Errol Flynn. In 1950 stopte ze met acteren. 
Marshall was van 1941 tot 1971 getrouwd met collega-acteur William Holden. In 1992 overleed ze aan keelkanker.
- Bibsys: 99013104
- Biblioteca Nacional de España: XX4702262
- Bibliothèque nationale de France: cb14203685n (data)
- Catàleg d'autoritats de noms i títols de Catalunya: 981060546637506706
- Gemeinsame Normdatei: 135731216
- International Standard Name Identifier: 0000 0001 1638 4932
- Library of Congress Control Number: no90023876
- SNAC: w68352nk
- Système universitaire de documentation: 120808161
- Virtual International Authority File: 49434208
- WorldCat: E39PBJqqkFVyMrJF46CBhGjQv3